# TSUBAME (人工衛星)
TSUBAME(つばめ、英: TSUBAME)は、東京工業大学松永研究室、河合研究室、並びに東京理科大学木村研究室によって開発された超小型衛星である。

## 概要
TSUBAMEは姿勢制御技術の実証、天文観測、および地球観測を目的に開発され、2014年11月6日にロシアのヤースヌイ宇宙基地から打ち上げられた。2004年に行われた第12回衛星設計コンテストで設計大賞を受賞した、X線偏光観測衛星「燕」を基に開発が始められており、2009年から本格的に開発プロジェクトが始動、当初は2012年打ち上げ予定であったが、数回に渡る打ち上げ延期を経ている。

## ミッション
TSUBAMEのミッションは、1. 超小型CMGによる高速姿勢制御技術の実証、2. ガンマ線バースト(GRB)の硬X線偏光観測、3. 小型カメラによる地球撮影の3つである。CMGによる高速姿勢制御を用いることにより、発生位置、時刻がランダムで突発的な現象であるGRBの観測機会の大幅な上昇が期待されている。

## 名前の由来
2004年における概念設計の段階で、当時打ち上げを直前に控えていたNASAのガンマ線バースト即時観測衛星Swiftの和名がアマツバメでありこれを意識していたこと、東京工業大学のシンボルイメージがつばめであったことから、TSUBAMEと命名された。なお、東京工業大学ではTSUBAMEというとスーパーコンピュータTSUBAMEが先に想起されがちだが、これは2005年に導入されたものであり、衛星のTSUBAMEの方が先に世間に公表されている。

## 学生衛星としてのTSUBAME
TSUBAMEはそのほとんどを学生の手で作製されている。東京工業大学松永研究室は、2003年に世界初のCubeSatとなるCUTE-1の打ち上げを成功させたのを皮切りに、2006年にCute1.7-APD、2008年にCute1.7-APDⅡの打ち上げを成功させてきており、学術的な功績もさることながら、数多くの人材を育成、輩出してきた実績がある。例えば、世界で初めてソーラーセイル展開技術を実証したIKAROSのプロジェクトマネージャーである森治や、日本初となる超小型衛星メーカーアクセルスペースの立ち上げメンバーである宮下直己は松永研究室出身である。このように、学生衛星は教育という側面を持ち合わせており、約5年の開発期間をかけ、学生の域をはるかに超えると評されるTSUBAMEは、総勢20数名にものぼる学生の実践的な教育の舞台となった。